# 兵庫県道133号網干停車場新舞子線
兵庫県道133号網干停車場新舞子線（ひょうごけんどう133ごう あぼしていしゃじょうしんまいこせん）は、兵庫県姫路市からたつの市に至る一般県道である。

## 概要
姫路市網干区和久（）からたつの市御津町黒崎に至る。

### 路線データ
- 起点：姫路市網干区和久（JR西日本山陽本線 網干駅南口、兵庫県道437号東觜崎網干停車場線終点）
- 終点：たつの市御津町黒崎（新舞子海水浴場前）
- 総延長：5.997 km

## 歴史
- 2024年（令和6年）3月31日 - 3月29日付兵庫県告示第319号により、起点を網干駅北口から網干駅南口に変更[1]。

## 路線状況

### 重複区間
- 兵庫県道437号東觜崎網干停車場線（姫路市網干区和久・JR山陽本線網干駅南口（起点） - 姫路市網干区高田・高田交差点）
- 国道250号・兵庫県道27号太子御津線（たつの市御津町苅屋・苅屋交差点 - たつの市御津町釜屋・新舞子入口交差点）

### 道路施設

#### 橋梁
- 王子橋（揖保川、姫路市 - たつの市）
- 舞子橋（たつの市、国道250号重複区間内）

## 地理

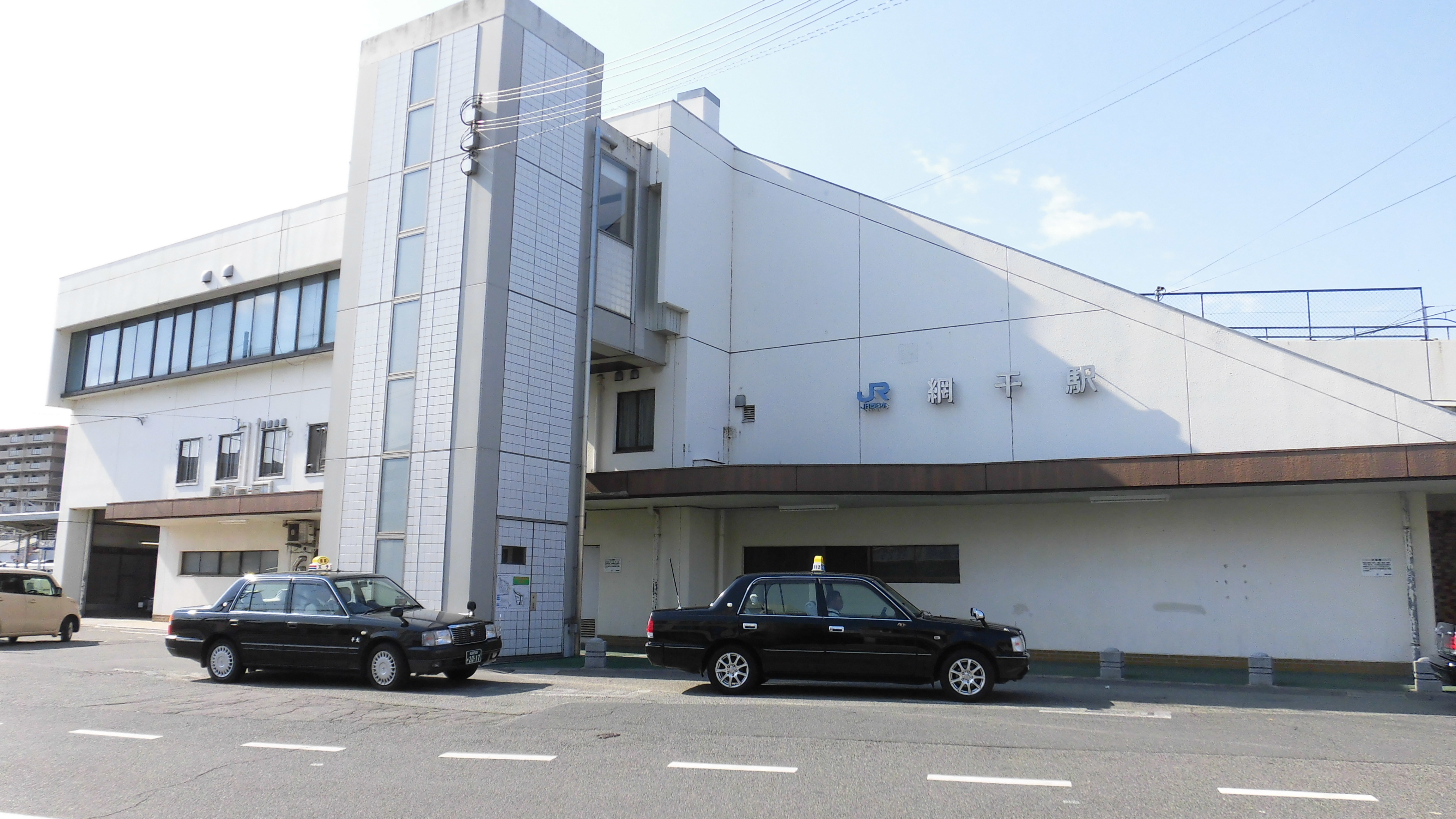
旧起点（JR西日本山陽本線 網干駅北口）

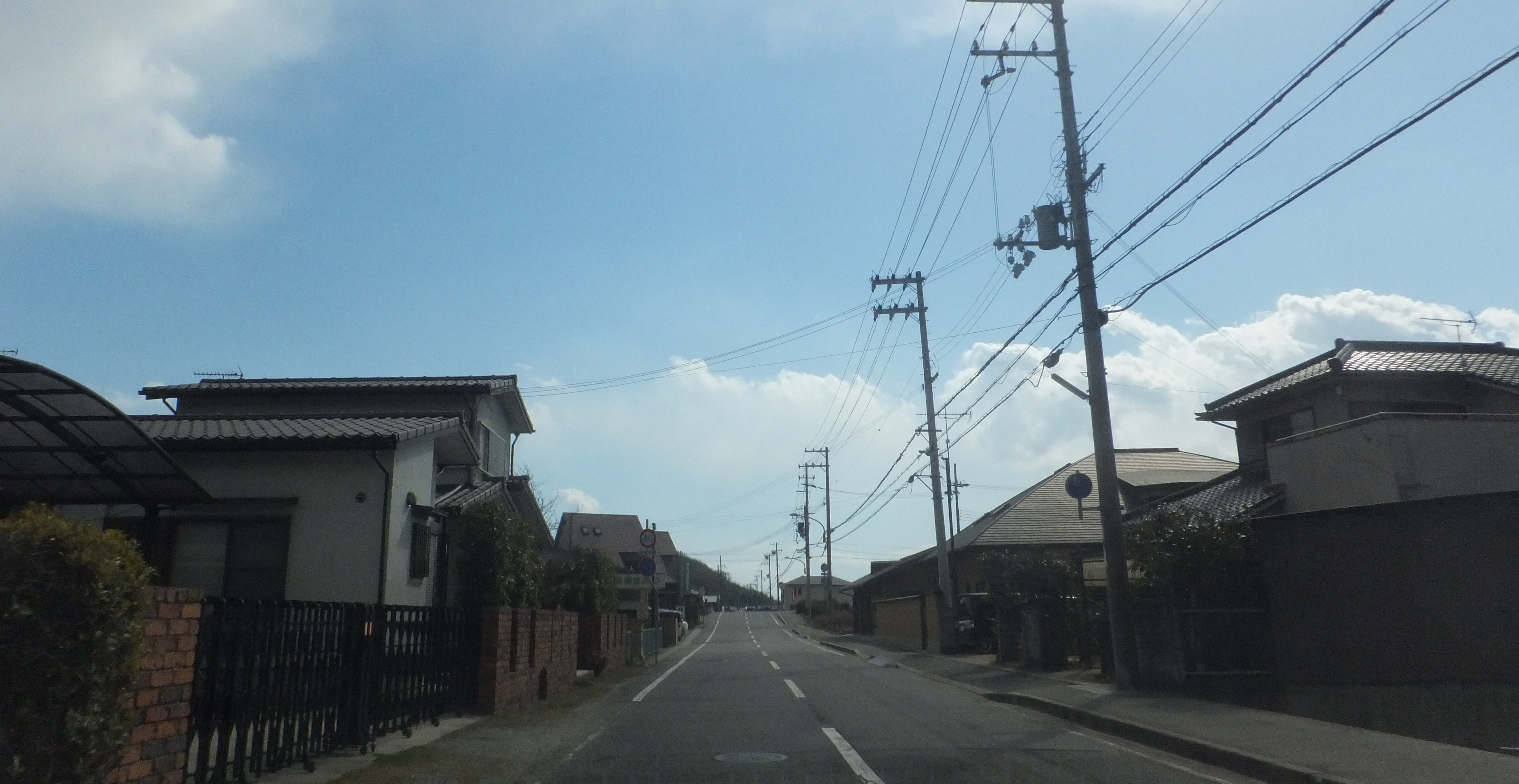
たつの市御津町黒崎

### 通過する自治体
- 姫路市
- 揖保郡太子町
- 姫路市
- たつの市

### 交差する道路
| 交差する道路                                                        | 市町村名 | 交差する場所   | 交差する場所     |
| ------------------------------------------------------------------- | -------- | -------------- | ---------------- |
| 兵庫県道437号東觜崎網干停車場線 重複区間起点                        | 姫路市   | 網干区和久（） | 起点             |
| 兵庫県道27号太子御津線 兵庫県道437号東觜崎網干停車場線 重複区間終点 | 姫路市   | 網干区高田     | 高田交差点       |
| 兵庫県道29号網干たつの線                                            | 姫路市   | 余部区上川原   | 王子橋東詰交差点 |
| 兵庫県道441号中島揖保川線                                           | たつの市 | 御津町中島     | 王子橋西詰交差点 |
| 国道250号 重複区間起点 兵庫県道27号太子御津線 重複区間起点          | たつの市 | 御津町苅屋     | 苅屋交差点       |
| 国道250号 重複区間終点 兵庫県道27号太子御津線 重複区間終点          | たつの市 | 御津町釜屋     | 新舞子入口交差点 |

### 沿線
- たつの市立御津小学校
- 新舞子海水浴場